# Șoareci și oameni
Șoareci și oameni (în engleză Of Mice and Men) este o nuvelă realistă de John Steinbeck, apărută în 1937. Alături de Fructele mâniei este una dintre cele mai cunoscute opere ale scriitorului.

## Sumar
George Milton, inteligent, dar needucat, și Lennie Small, un om de statură mare și cu capacități mentale limitate, sunt doi zilieri care se îndreaptă spre o fermă în apropiere de Soledad, California. Foarte apropiați, cei doi visează să strângă destui bani ca să-și cumpere propria fermă, unde Lennie să aibă grijă de iepuri și să-i poată mângâia. Cei doi fugiseră din Weed, deoarece Lennie fusese acuzat de tentativă de viol după ce încercase să atingă rochia unei femei și se panicase când aceasta începuse să strige.
La noul loc de muncă, cei doi îl întâlnesc pe Curley, fiul șefului, un tânăr agresiv, de mică statură, cu un complex de inferioritate împotriva bărbaților mai înalți, inclusiv Lenny. Soția lui Curley cochetează cu toți bărbații, iar Lenny este imediat atras de ea. În contrast cu aceste două personaje, Slim, un conducător de catâri la ferma, este amabil, intuitiv și inteligent. Cum cățeaua lui tocmai fătase, Slim îi dă lui Lenny unul dintre pui. 
În ciuda potențialelor probleme, George decide să rămână când Candy, un alt angajat, ciung, se oferă să le dea restul banilor necesari pentru cumpărarea unei ferme, cu condiția să fie lăsat să trăiască cu George și Lennie. Foarte fericiți, cei trei sunt luați prin surprindere de gelozia lui Curley, care îl atacă pe Lennie. Fără să-și dea seama, Lennie îi zdrobește pumnul și George, împreună cu Slim, pleacă în oraș ca să-l ducă pe Curley la doctor.
Lăsat de unul singur, Lennie îl vizitează pe Crooks, grăjdarul negru. Educat, dar acerb și singuratic, Crooks descoperă planul celor trei și-l ia în derâdere. Candy intră în vorbă cu ei, iar în cele din urmă Crooks se oferă să li se alăture dacă i se permite să sape în grădina fermei. Soția lui Curley apare din nou, încercând să descopere ce a pățit Curley la mână. Când încercă să-l tragă de limbă pe Lennie, Crooks îi ia apărarea. Dușmănoasă, soția lui Curley îl amenință cu o acuzație de viol, știind că bărbații l-ar linșa.
În hambar, Lennie omoară cățelușul din greșeală și încearcă să-l ascundă, gândindu-se că George nu-i va mai permite să aibă grijă de iepuri la noua lor fermă. Soția lui Curley îl găsește astfel și îi povestește despre visul ei de a deveni actriță. Auzind că-i plac lucrurile catifelate, aceasta se oferă să-l lase să-i mângâie părul, dar începe să se zbată și să strige când îi simte forța. Panicat, Lennie încearcă s-o reducă la tăcere și, din greșeală, îi frânge gâtul. 
Când ceilalți o găsesc moartă, George își dă seama că visul lor e spulberat. Îl găsește pe Lennie în locul unde poposiseră înainte să ajungă la fermă, și unde îi spusese să se ascundă dacă ar fi să dea de necaz. Hotărât să-l salveze de sfârșitul dureros pe care i-l pregătea gloata înfuriată a lui Curley, George îi povestește încă o dată despre ferma pe care voiau să o cumpere și-l împușcă în ceafă, ca să moară fericit și iute. Când ajung ceilalți, numai Slim îl consolează pe George, înțelegând că l-a omorât pe Lennie pentru că ținea la el.

## Personaje
- George Milton

- Lennie Small

- Slim

- Candy

- Curley

- Soția lui Curley

- Crooks

- Carlson

## Stil
Deși opera aparține esteticii realiste, Steinbeck a încercat să scrie ceva care să poată fi ușor adaptat pentru teatru și film. În acest scop, dialogul și descrierile apar preponderent, în dezavantajul narațiunii, cu narator-martor.